# زي إدواردو (لاعب كرة قدم)
زي إدواردو (بالبرتغالية: José Eduardo de Araújo‏) هو لاعب كرة قدم برازيلي في مركز الوسط، ولد في 16 أغسطس 1991 في Andradas ‏ في البرازيل. شارك مع منتخب البرازيل تحت 17 سنة لكرة القدم ومنتخب البرازيل تحت 20 سنة لكرة القدم ومنتخب البرازيل لكرة القدم. أما مع النوادي، فقد لعب مع أوفي كريت وأياكس أمستردام وشباب أياكس ونادي إمبولي ونادي بادوفا ونادي بارما ونادي تشيزينا ونادي كروزيرو.

## وصلات خارجية
- زي إدواردو (لاعب كرة قدم) على موقع قاعدة بيانات كرة القدم.إي يو (الإنجليزية)
- زي إدواردو (لاعب كرة قدم) على موقع Soccerway.com (الإنجليزية)
- زي إدواردو (لاعب كرة قدم) على موقع عالم كرة القدم.نت (الإنجليزية)
- زي إدواردو (لاعب كرة قدم) على موقع AS.com (الإسبانية)